# En piste !
En piste ! est une revue de bande dessinée publiée par Aventures et Voyages, éditeur de petits formats. Elle connut deux séries consécutives et des hors-série intitulés En piste ! Spécial. Le thème de cette revue était le sport, plus particulièrement le football. La seconde série fut d’ailleurs exclusivement consacrée au foot autour de son héros principal : Trois-Pommes. L’ensemble du contenu publié était d'origine britannique, également partagé entre Fleetway et DC Thomson.

## En piste!1resérie
Elle dure de février 1978 à avril 1985, et compte 35 numéros au total. Elle fut trimestrielle jusqu'au no 28, puis devint mensuelle. Il existe 12 recueils de 3 numéros chacun.
Séries publiées
- À pleins tubes ! : nos 28 à 35
- L’Étoile de Rustford (Jesús Blasco) : nos 1 à 6
- L’Équipe du Dragon : no 2
- La Pieuvre : nos 10 à 12
- Le Motard (Pier Carpi et Sergio Tuis) : nos 10 à 27
- Le Roi du stade : nos 13 à 15
- Les Bolides (Fred Baker, Christopher Lowder et Geoff Jone) : nos 1 à 9
- Les Dossiers de la gloire (Terry Magee et James Bleach) : nos 23 à 35
- Rogan le missile : nos 16 à 21
- Tom Rod (Miguel Repetto puis Fred T. Holmes) : nos 7 et 8
- Trois-Pommes (Tom Tully et Francisco Solano López, R.C. Roylance) : nos 1 à 35
- Yankee (Michel-Paul Giroud) : no 19

## En piste!2esérie
La 2e série eut 70 numéros entre mai 1985 et mars 1991, plus 25 recueils de 3 numéros chacun. Elle a pris la suite directe de la 1re série en continuant les aventures de Trois-Pommes, puis en les rééditant à partir du no 15.Toutes les séries publiées traitent uniquement de football et non de sport en général, contrairement à la précédente version du magazine.
Le premier numéro comportait un supplément gratuit : un normographe Mon Journal.
Séries publiées
- D comme dur (Barrie Tomlinson et Douglas Maxted, Michael White)
- Foot Magic (Fred Baker et John Gillatt, Mike Western, Ron Turner)
- Kid Cox (Barrie Mitchell) : nos 1 à 9
- Olympic Stars : nos 10 à 59
- Roy et ses Diables (Frank Pepper)
- Trois-Pommes (Tom Tully et Francisco Solano López, R.C. Roylance) : nos 1 à 64

## En piste! Spécial
Quinze numéros hors-série de la revue sont parus de décembre 1985 à novembre 1991. Contrairement aux deux autres séries, il n'y eut pas d'aventures de Trois-Pommes dans leurs pages.
Séries publiées
- Goal Keeper (Gil Page et John Stokes ou Osvaldo Torta)
- Gustaf
- Kit Carson : nos 10, 11, 13 (une série de football, pas de western)
- Olympic Stars : nos 13 et 15
- Shooter (Ian Kennedy) : no 1
- Speedboy
- Superstar : no 10
- Un public Hostile : N° 7, 1er Avril 1988